# ウェックスフォード
ウェックスフォード（愛: Loch Garman、英: Wexford）は、アイルランドのレンスター地方ウェックスフォード県のカウンティ・タウン（県都）。

## 概要
アイルランド島南東のユーロポートの近くに位置している。2011年の国勢調査によるとタウンの人口は19,913人で、周辺エリアを含めると20,072人であった。
ウェックスフォードは、ウェックスフォード港の南岸、スレーニー川の河口に位置している。言い伝えによると、タウンのアイルランド語名である"Loch Garman"名は、魔女によって放たれた洪水によってスレーニー川河口の干潟で溺れた"Garman Garbh"という名前の若い男に由来している。西暦800年頃、町はヴァイキングによって創設された。ヴァイキングたちは町をVeisafjǫrðr（干潟の入り口）と名づけ、その名前は現在までほとんど変わっていない。約300年間、ヴァイキングが支配するシティのステータスを有する都市で、周辺からほぼ独立し、アイルランドのレンスター王による通貨のみを所有していた。

## 自然
一帯はマガンの越冬地であり、コアジサシなどのアジサシ類の重要な中継地と繁殖地である。北部のノース・スロッブ地域にあるウェックスフォード野鳥保護区および付近のウェックスフォード港沿岸部の砂丘システムはラムサール条約登録地である。

## 出身人物
- ダン・オハーリー - 俳優

## 姉妹都市
- フランス クエロン
- アメリカ合衆国 アナポリス
- アメリカ合衆国 スタテンアイランド
- エチオピア アディスアベバ